# الورساند
الورساند (به لاتین: Alversund) یک منطقهٔ مسکونی در نروژ است که در ISO 3166-2:NO واقع شده است.

## خصوصیات
الورساند ۲٬۰۸۱ نفر جمعیت دارد.